# De Krant op Zondag
De Krant op Zondag was een Nederlandse zondagskrant die op 14 oktober 1990 werd gelanceerd.
De hoofdredacteur was René de Bok. Op 10 mei 1992 verscheen de krant voor het laatst wegens distributieproblemen en te weinig adverteerders. De Bok schreef er een boek over.